# Steinbach (Bornbach)
Der Steinbach ist ein knapp ein Kilometer langer Bach. Er ist ein rechter und östlicher Zufluss des Bornbaches im hessischen Wetteraukreis.

## Geographie

### Verlauf
Der Steinbach entspringt in der östlichen Wetterau auf einer Höhe von etwa 319 m ü. NN in einer Wiese südsüdöstlich des Büdinger Stadtteils Rinderbügen. Er fließt zunächst nordwestlich durch Felder und Wiesen, schlägt dann einen sanften Bogen nach links, läuft nun südwestwärts durch Grünland am Jägerhaus vorbei und am Nordrand des Dornbuschwaldes entlang und mündet schließlich auf einer Höhe von circa 264 m ü. NN von rechts in den Bornbach.

### Flusssystem Nidder
- Fließgewässer im Flusssystem Nidder